# Kepler-276c
Kepler-276c es un planeta extrasolar que forma parte de un sistema planetario formado por al menos tres planetas. Orbita la estrella denominada Kepler-276. Fue descubierto en el año 2013 por la sonda Kepler por medio de tránsito astronómico.